# 法政大学グローバル教養学部

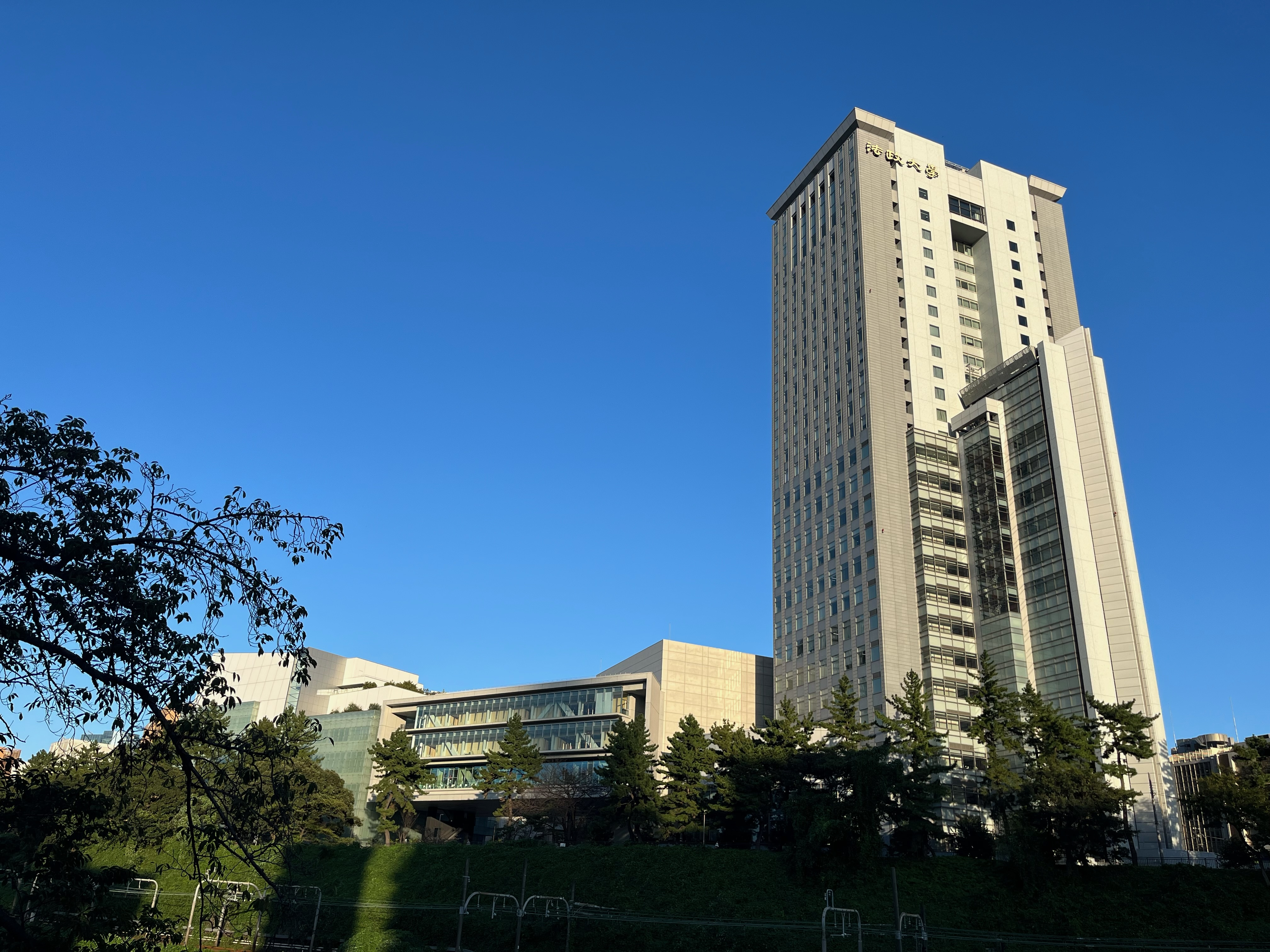
法政大学市ヶ谷キャンパス

法政大学グローバル教養学部（ほうせいだいがくぐろーばるきょうようがくぶ、英：Faculty of Global and Interdisciplinary Studies）は、法政大学が設置するグローバル教養学部。

## 概要
法政大学グローバル教養学部は、2008年に新設されたグローバルな環境のもと、少人数教育を行う学部であり、通称GIS。本学部では、講義や学習環境を全て英語で提供しており、1クラスの平均学生数は20名程度、教員及び学生の出身地や長期滞在先は、世界50以上の国々に及んでいる。
本学部においては、「人文科学」、「社会科学」、「経営科学」を中心とした学際的・横断的な知見を深めるための専門科目が用意されており、興味に合わせた高度な学習が可能となっている。
学術的支援としては、諸外国の大学院進学サポートのための大学院出願支援（GSAS）が実施されており、スタンフォード大学、オックスフォード大学、シカゴ大学、ユニバーシティ・カレッジ・ロンドン等に合格実績がある。
法政大学グローバル教養学部は、法学部、文学部、経営学部、国際文化学部、人間環境学部、キャリアデザイン学部、デザイン工学部と同じく法政大学市ヶ谷キャンパスに本部が置かれている。

## 沿革
- 2000年（平成12年）- ボアソナード・タワー竣工[4]

- 2008年（平成20年）- グローバル教養学部開設。同時に大学院政策創造研究科を設置

## 学部・学科

### グローバル教養学部
- グローバル教養学科

## 学部長
- 福岡賢昌[5]

## OAS（Overseas Academic Study Programs）
2年次後期もしくは3年次前期に、アメリカ、イギリス、カナダ、ニュージーランドの各協定大学で4（短期）～10ヶ月（長期）、正規の学部授業を学ぶプログラム。参加学生全員に、一律50万円（短期）～100万円（長期）の奨学金を支給。さらに、成績優秀者には、10万円もしくは20万円（短期）、10万円もしくは40万円（長期）が追加支給される。

## 関連施設
- ボアソナード・タワー
- 80年館

## 交通アクセス
〒102-8160 市ヶ谷キャンパス（東京都千代田区富士見2-17-1）
- 【JR線】 JR中央・総武緩行線：市ケ谷駅または飯田橋駅下車徒歩10分
- 【地下鉄線】 都営地下鉄新宿線：市ケ谷駅下車徒歩10分
- 【地下鉄線】 東京メトロ有楽町線：市ケ谷駅または飯田橋駅下車徒歩10分
- 【地下鉄線】 東京メトロ東西線：飯田橋駅下車徒歩10分
- 【地下鉄線】 東京メトロ南北線：市ケ谷駅または飯田橋駅下車徒歩10分
- 【地下鉄線】 都営地下鉄大江戸線：飯田橋駅下車徒歩10分

## 著名な出身者
出身者、卒業生及び関係者については「法政大学の人物一覧」を参照されたい